# Eparchia doniecka
Eparchia doniecka – jedna z eparchii Ukraińskiego Kościoła Prawosławnego Patriarchatu Moskiewskiego (de facto - bezpośrednio Rosyjskiego Kościoła Prawosławnego). Jej siedzibą jest Donieck. Obecnym zwierzchnikiem eparchii jest metropolita doniecki i mariupolski Włodzimierz (Samochin), zaś funkcję katedry pełni sobór Przemienienia Pańskiego w Doniecku.
Eparchia doniecka we współczesnym kształcie została erygowana 6 września 1991. Obejmuje obszar południowych rejonów obwodu donieckiego: amwrosijiwskiego, starobeszewskiego, telmanowskiego, nowoazowskiego, marjińskiego, wołodarskiego, wołnowaskiego, wełykonowosiłkowskiego i jasynuwackiego.
Według danych z 2007 eparchia dzieliła się na 17 dekanatów, w ramach których działało 300 parafii obsługiwanych przez 392 kapłanów. Ponadto podlegały jej następujące klasztory:
- Ławra Świętogórska, męska
- monaster św. Bazylego w Mykilskim, męski
- monaster Iwerskiej Ikony Matki Bożej w Doniecku, żeński
- monaster Kaspierowskiej Ikony Matki Bożej w Makiejewce, żeński
- monaster św. Mikołaja w Mykilskim, żeński

W 2011 w Doniecku otwarta została pierwsza w historii regionu cerkiew uniwersytecka.

## Biskupi
- biskup doniecki i słowiański Alipiusz (Pohrebniak), 1991–1994
- biskup doniecki i mariupolski Hipolit (Chilko), 1994–1996
- metropolita doniecki i mariupolski Hilarion (Szukało), 1996[3]-2024
- metropolita doniecki i mariupolski Włodzimierz (Samochin), od 2024[2]